# Trachypenaeopsis
Trachypenaeopsis is een geslacht van kreeftachtigen uit de klasse van de Malacostraca (hogere kreeftachtigen).

## Soorten
- Trachypenaeopsis minicoyensis Thomas, 1972
- Trachypenaeopsis mobilispinis (Rathbun, 1915)
- Trachypenaeopsis richtersii (Miers, 1884)